# ماركوس بحر
ماركوس بحر (بالألمانية: Markus Bähr)‏ هو لاعب كرة قدم ألماني في مركز الوسط، ولد في 10 سبتمبر 1974 في Dossenheim ‏ في ألمانيا. شارك مع منتخب ألمانيا تحت 16 سنة لكرة القدم. أما مع النوادي، فقد لعب مع نادي ساندهاوزن ونادي كارلسروه ونادي كولن.

## وصلات خارجية
- ماركوس بحر على موقع قاعدة بيانات كرة القدم.إي يو (الإنجليزية)
- ماركوس بحر على موقع بيانات كرة القدم. دي إي (الألمانية)
- ماركوس بحر على موقع عالم كرة القدم.نت (الإنجليزية)